# Chaetodon ephippium
Poisson-papillon à selle noire
Espèce
Statut de conservation UICN

 LC  : Préoccupation mineure
Chaetodon ephippium, communément nommé Poisson-papillon à selle noire, est une espèce de poisson marin de la famille des Chaetodontidae.
Le Poisson-papillon à selle noire est présent dans les eaux tropicales de l'Indo-Pacifique.
Sa taille maximale est de 30 cm.